# نوروود غربی
longitudeنوروود غربیlatitudeنوروود غربی
نوروود غربی (به انگلیسی: West Norwood) یک ناحیه در لندن است که در منطقه لمبت لندن واقع شده‌است.

## افراد مشهور
- ادل، خواننده
- کن لیوینگستون، شهردار سابق لندن